# Захариков, Александр Михайлович
Александр Михайлович Захариков (9 февраля 1961, Ленинград) — советский футболист, защитник, полузащитник, нападающий. Мастер спорта (1984).
Карьеру начал в Ленинграде, где выступал за «Зенит» (1980—1985), в составе которого стал чемпионом СССР 1984 года. В 1986—1988 играл за ставропольское «Динамо». В 1989 вернулся в Ленинград, где выступал за «Зенит» (1989—1992), «Смену-Сатурн» (1992—1993) и «Динамо» (1997).
Чемпион Китая 1994.
Один из основателей МФК «Динамо» СПб.